# CLI
CLI este un acronim pentru expresia engleză "command line interface" sau "command line interpreter" și reprezintă un mecanism de interacțiune cu un computer, un sistem de operare sau un software prin introducerea de comenzi secvențial, linie cu linie. Această interfață care este bazată doar pe introducerea de text contrastează cu modalitățile de interacțiune tip graphical user interface (GUI), care folosesc dispozitive de tip maus pentru a selecta opțiuni sau meniuri.
Introducerea de comenzi prin intermediul CLI: sistemul asteaptă ca utilizatorul să introducă un rând de comandă și să o confirme prin apăsarea tastei "Enter" de pe tastatură. Programul "Command Line Interpreter" primește, analizează (parsează) și execută comanda cerută. După executare programul prezintă utilizatorului rezultatul obținut, tot sub forma de linii de text.
Interpretatorul liniei de comandă poate rula într-un terminal text sau într-un emulator de terminal al unui client precum PuTTY. 

## Alte interfețe pentru linia de comandă
Linia de comandă oferă o interfață între programe și utilizator. În acest sens, linia de comandă este o alternativă la caseta de dialog. Editorii și bazele de date oferă o linie de comandă unde pot rula shell-uri alternative.
Există o serie de jocuri în modul text în care utilizatorul introduce comenzi în partea de jos a ecranului. Unul controlează caracterul tastând comenzi precum «primiți inelul» sau «priviți». Programul returnează text care descrie modul în care personajul îl vede sau cum efectuează o acțiune.
Cea mai notabilă dintre aceste interfețe este interfața de flux standard, care vă permite să direcționați ieșirea unei comenzi la intrarea alteia. Fișierele text pot servi, de asemenea, oricărui scop. Oferă interfețe de canalizare, filtrare și redirecționare. Pe Unix, dispozitivele sunt, de asemenea, fișiere, așa că tipul de fișier obișnuit pentru shell-ul utilizat pentru stdin, stdout și stderr este un fișier de dispozitiv tty.
O altă interfață de linie de comandă permite unui program cochilie să ruleze programe utilitare, fie pentru a rula documente, fie pentru a rula un program. Comanda este procesată în interiorul cochilielui și apoi transmisă unui alt program pentru a rula documentul.
Există biblioteci JavaScript, care vă permit să scrieți aplicații de linie de comandă în browser ca aplicații web independente sau ca parte a unei aplicații mai mari. Există, de asemenea, aplicații web SSH care vă permit să oferiți acces la interfața de linie de comandă a servelului, precum și capacitatea de a configura portul knocking.
Câmpul de introducere a adresei URL a browserului web poate fi folosit ca linie de comandă. Poate fi folosit pentru a «lansa» aplicații web, a accesa configurația browserului și, de asemenea, pentru a efectua căutări. Google, care a fost numit «linia de comandă a Internetului», va căuta un anumit domeniu atunci când va găsi parametrii de căutare într-un format cunoscut.

## Exemple
Exemple de interpretere pentru interfața liniei de comanda :
- Bash
- Korn Shell
- C shell
- Command Prompt - Windows